# Sébastien Lareau
Sébastien Lareau (Montreal, 27 de Abril de 1973) é um ex-tenista profissional canadense.

## Carreira
Ao longo de sua carreira, conquistou 17 títulos de duplas, feito que lhe rendeu acesso ao ranking mundial. Em disputas simples, Lareau foi o primeiro canadense a entrar no Top 100 da Associação de Tenistas Profissionais, ocupando a 76ª posição em 1995. Seu histórico individual inclui vitórias contra Michael Chang, Jim Courier, Gustavo Kuerten, Àlex Corretja e Magnus Norman.
O melhor período profissional do tenista ocorreu em 1999, ano em que Laureau, jogando com três parceiros diferentes ao longo da temporada, venceu sete torneios diferentes, tornando-se o primeiro canadense a vencer um Grand Slam. Jogando ao lado do americano Alex O'Brien, derrotou a dupla indiana Mahesh Bhupathi e Leander Paes na final do US Open. Lareau e O'Brien também venceram torneios em Londres e Paris, coroando a temporada em Hartford, com o título do campeonato mundial de duplas.
Em 2000, jogando ao lado de Daniel Nestor, nos Jogos Olímpicos de Sydney, Lareau ganhou o ouro olímpico em duplas, enfrentando os tenistas australianos Todd Woodbridge e Mark Woodforde, então os atuais campeões e 11 vezes vencedores do Grand Slam. Foi a primeira vez em que atletas canadenses ganharam uma medalha olímpica no esporte, fato que só veio a se repetir após 24 anos.
No entanto, logo após os Jogos Olímpicos, sua carreira estagnou. Devido a lesões, Sébastien acabou forçado a se ausentar do circuito profissional durante o que teriam sido seus melhores anos de ganhos financeiros. Terminou por se aposentar das competições profissionais em 2001, sendo introduzido no Hall da Fama do Tênis Canadense em 2005.

## Títulos

### Olimpíadas

#### Duplas: 1 (1 ouro)
| Posição | Ano  | Campeonato | Piso | Parceiro      | Oponentes                      | Placar                  |
| ------- | ---- | ---------- | ---- | ------------- | ------------------------------ | ----------------------- |
| Ouro    | 2000 | Sydney     | Duro | Daniel Nestor | Todd Woodbridge Mark Woodforde | 5–7, 6–3, 6–4, 7–6(7–2) |